# Château de Balaguier
La maison forte de Balaguier-sur-Rance, dite château de Balaguier, est une maison forte située sur la commune de Balaguier-sur-Rance, dans le département de l'Aveyron, en France. 

## Description
La maison forte se compose d'un bâtiment rectangulaire de 8,5 sur 12,5 m, qui s'élève sur trois niveaux ; des bâtiments sont adossés contre sa façade est. Le dernier étage est flanqué de six échauguettes imposantes, une à chaque angle et les deux autres au milieu des grands côtés. La demeure comprend quatre niveaux : un étage de soubassement, un rez-de-chaussée surélevé et deux étages. Elle est couverte par un toit à croupe en ardoise, qui a été refait en 2003. 

## Historique
La maison forte date du XVIIe siècle. Ce type de construction se développe en Rouergue aux 14e et 15e siècle, et est généralement situé dans un vallon ou un site n'offrant pas de défense naturelle. Selon la base de donnée Mérimée, son architecture permet de la dater du début du XVIIe siècle. 
Le bâtiment (la façade et les toitures) a été inscrit a par aux Monuments historiques par arrêté du 19 novembre 2015. 
La propriété est privée et ne se visite pas.